# Критъндън (окръг, Арканзас)
Окръг Критъндън (на английски: Crittenden County) е окръг в щата Арканзас, Съединени американски щати. Площта му е 1650 km², а населението – 50 902 души (2010). Административен център е град Мариън.